# هنري الثاني دوق غيز
هنري الثاني من لورين (بالفرنسية: Henri II de Lorraine)‏؛ خامس دوق على غيز (باريس 4 أبريل 1614 - 2 يونيو 1664 باريس)؛ كان الابن الثاني لوالديه شارل دوق غيز وهنرييت كاثرين دو جوييوز، حفيد هنري الأول دوق غيز.

## السيرة الذاتية
أثناء بلوغه سن الخامسة عشرة أصبح رئيس أساقفة ريمس، ادعى أحد الكُتاب أنه على علاقة مع إحدى الممثلات خلال هذه الفترة الزمنية، أدت وفاة شقيقه الأكبر فرانسوا في عام 1639 إلى اعتباره وريث الدوقية في العام التالي، اشتهر بمعارضة ريشيليو ، وتآمر مع كونت سواسون، وخاضا معاً معركة لا مارفي عام 1641، ولهذا السبب حُكم عليه بالإعدام، ولكنه فر نحو بروكسل عام 1641، لذلك استولى الملك على ممتلكاته بتهمة إهانة الذات الملكية، وبعد إعفائه من العقوبة عاد عام 1643 وأعيدت إليه ممتلكاته المصادرة.
على أمل تحقيق مطالب عائلته القديمة بمملكة نابولي، انضم في عام 1647 إلى ثورة ماسانييلو التي أُعلنت  جمهورية نابولي الملكية، مستعينة بحماية فرنسا وترأسها اسميًا غيس (الملقب نفسه بـ دوغ اللقب تقليدًا للبندقية)؛ ومع ذلك سرعان ما نفر غيس عديم اللباقة، ولم يمارس سوى القليل من النفوذ على الكاردينال مازارين، تم القبض عليه من قبل الإسبان في عام 1648 عندما سقطت الجمهورية، وأصبح أسير عندهم حتى عام 1652، قام بهجوم ثانٍ على نابولي في عام 1654، لكنه انتهى بالفشل، ويرجع ذلك جزئيًا إلى وجود أسطول إنجليزي تحت قيادة روبرت بلايك لدعم الإسبان.
بعد ذلك استقر في باريس، وأصبح كبير أمناء سر فرنسا لدى لويس الرابع عشر، وغرق في الديون بسبب إنفاقه كبير على الخيول والترفيه، وأيضا كان راعيًا لبيير كورني، الذي منحه سكنًا في أوتيل دو غيس.
على مر السنين ادعت امرأتان أنهما زوجته، الأولى كانت آن غونزاغا المعروفة لاحقًا باسم "الأميرة بالاتينات"، والتي يبدو أنها خُدعت في عام 1639 للاعتقادها بأن حفل زفاف سري كان حقيقيًا، والثانية كانت إحدى الأرامل أونوريه دي بيرجيس، كونتيسة بوسوت والتي ادعت أنها تزوجته في بروكسل في 11 نوفمبر 1641. في مارس 1666 أعلنت ساكرا روتا أن الزواج صحيح؛ ولكن الملك وأسرته رفضا الاعتراف بالقرار، وبالتالي منع مدام دو بوسوت من تلقي أي من ثروة الدوق الراحل الضخمة.
توفي في باريس في 2 يونيو 1664 وخلفه ابن أخيه لويس جوزيف دي لورين.

## روابط خارجية
- هنري الثاني دوق غيس على موقع الموسوعة البريطانية (الإنجليزية)